# Bergsjön (Vilske-Kleva socken, Västergötland)
Bergsjön är en sjö i Falköpings kommun i Västergötland som ingår i Göta älvs huvudavrinningsområde. Sjön har en area på 0,0633 kvadratkilometer och ligger 305,9 meter över havet. Sjön avvattnas av Sjöbäcken som är Utterbäckens källflöde.  Vid provfiske har abborre, gädda, ruda och sutare fångats i sjön.

## Delavrinningsområde
Bergsjön ingår i delavrinningsområde (645919-136530) som SMHI kallar för Vid Q i Län punkt. Avrinningsområdets medelhöjd är 181 meter över havet och ytan är 41,11 kvadratkilometer. Räknas de 6 delavrinningsområdena uppströms in blir den ackumulerade arean 119,8 kvadratkilometer. Bjurumsån som avvattnar avrinningsområdet har biflödesordning 4, vilket innebär att vattnet flödar genom totalt 4 vattendrag innan det når havet efter 259 kilometer. Delavrinningsområdet består mestadels av skog (28 %), öppen mark (10 %) och jordbruk (58 %). Avrinningsområdet har 0,06 kvadratkilometer vattenytor vilket ger det en sjöprocent på 0,1 %.

## Galleri

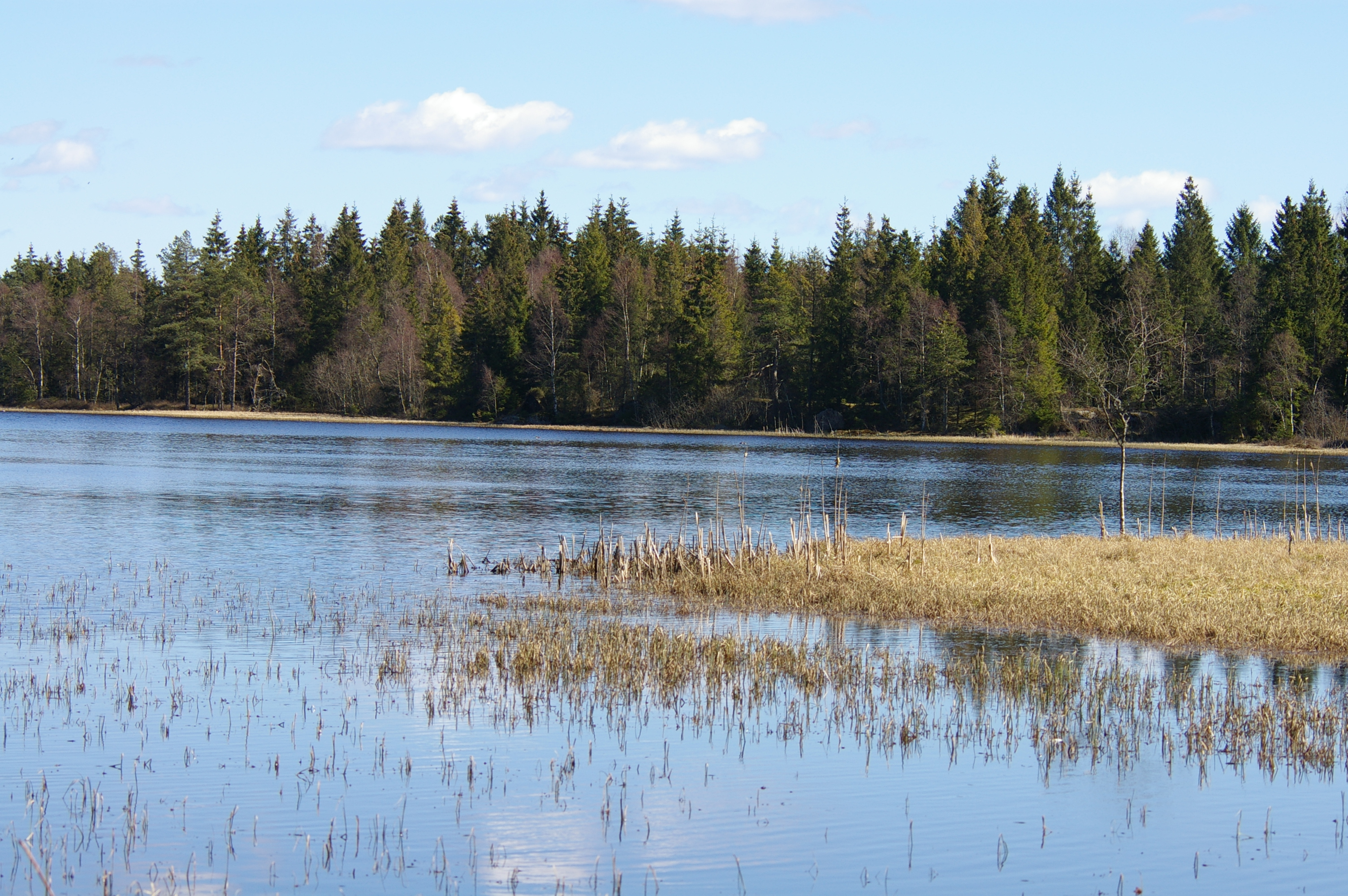
Bergsjön är en grund, sur och näringsfattig sjö som sakta växer igen.
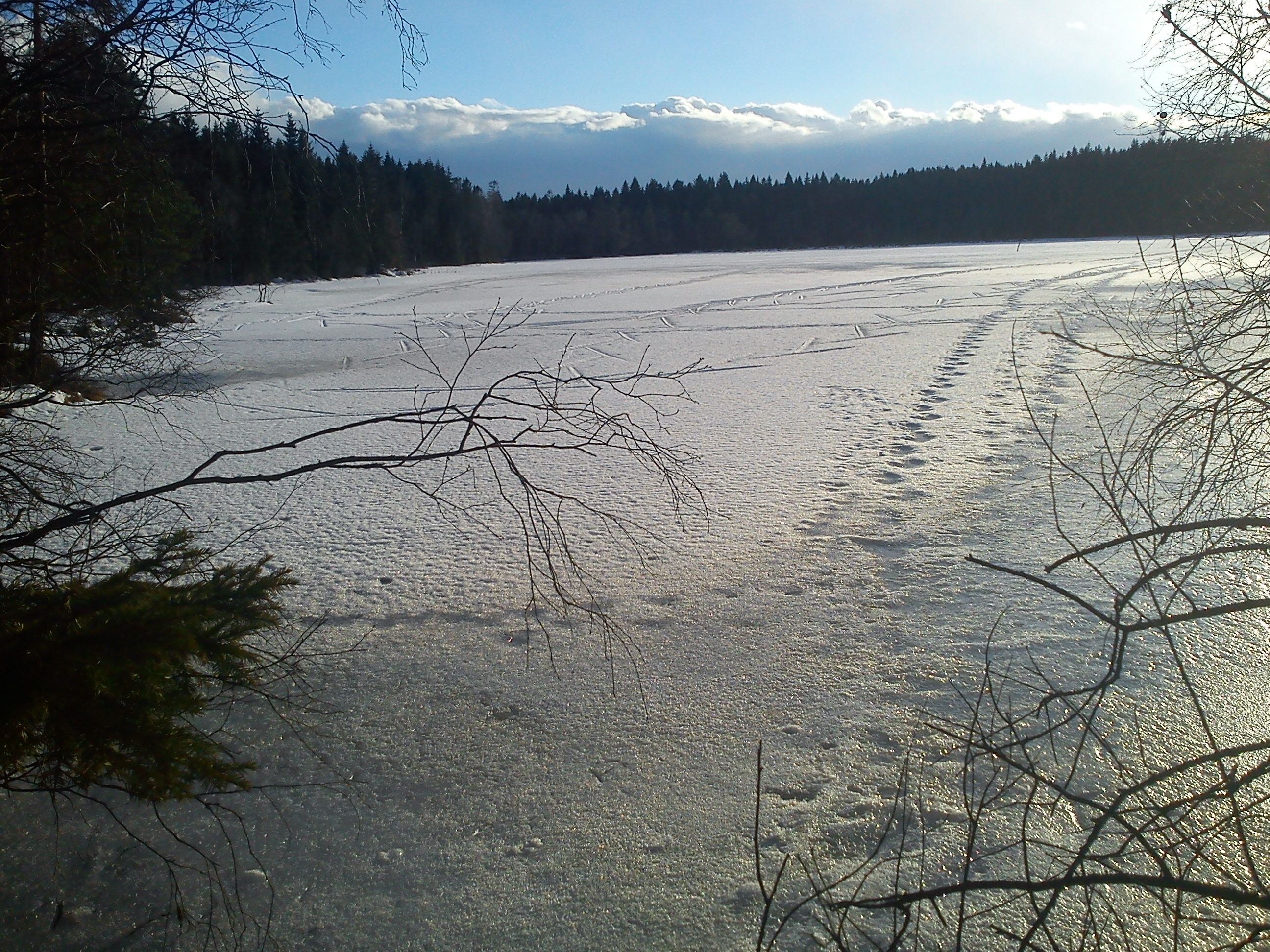
Bergsjön 7 april 2013.
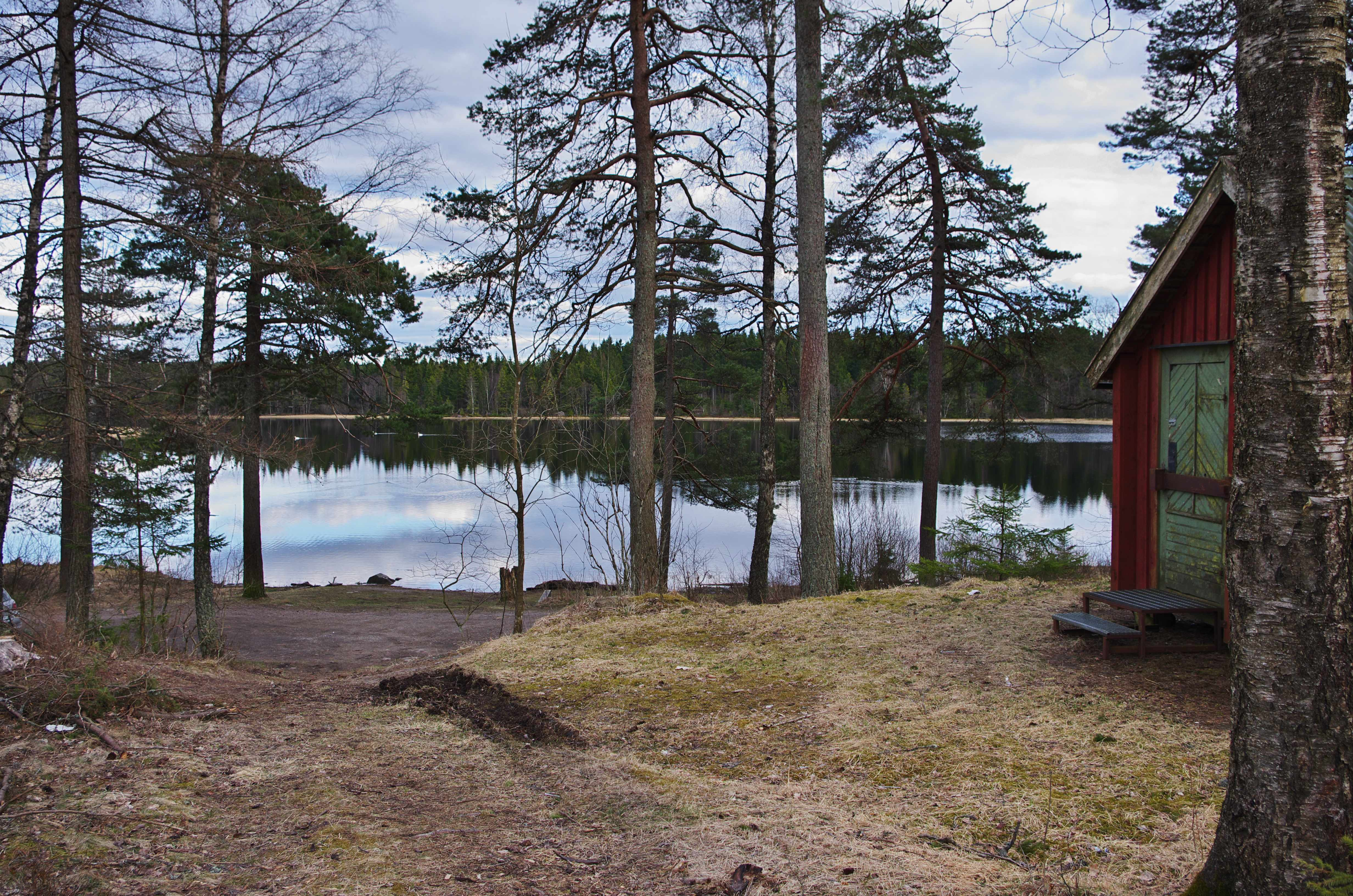
Bergsjön 2 april 2014.
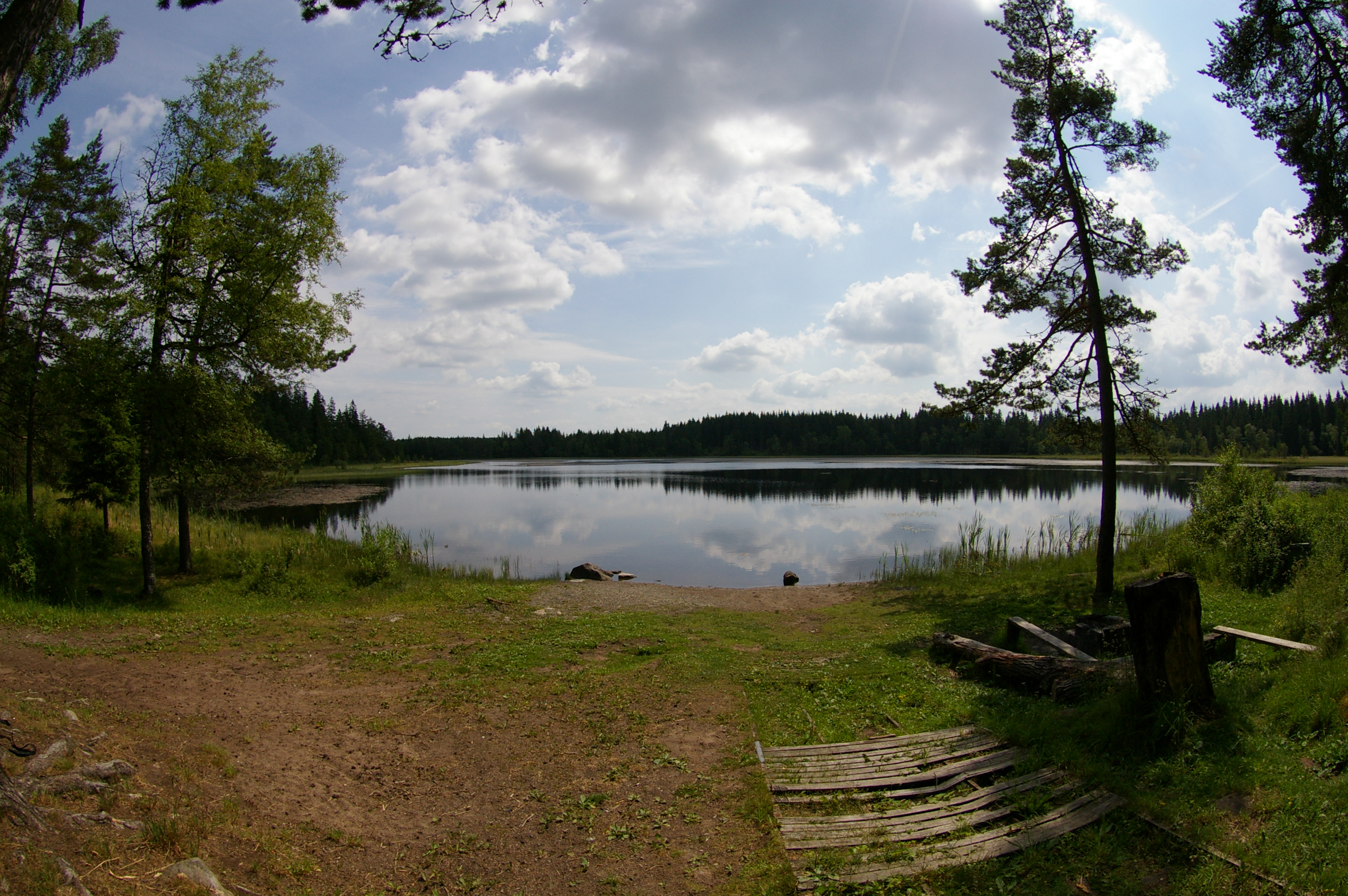
Bergsjön 4 juli 2009.